# 115-й окремий трубопровідний батальйон (Україна)
115 окремий трубопровідний батальйон (115 ОТПБ, в/ч А0963) — підрозділ матеріально-технічого забезпечення Збройних сил України. Колишня назва — 1461 окремий трубопровідний батальйон.

## Історія
З активізацією бойових дій «Обмеженого контингенту військ Радянської Армії в Афганістані» втрати автомобільних засобів заправки і транспортування пального стали складати від 30 до 40% загального середньорічного виходу техніки з ладу. При цьому більше 10% техніки виводилося з ладу від бойових втрат. До того ж значно збільшилося споживання пального, особливо гасу авіацією.
Протягом 1980–1984 років польовий магістральний трубопровід, прокладений по маршруту Термез — Хайратон — Пулі-Хумрі — Баграм, добре зарекомендував себе в ході військових дій. Втрати пального по трубопроводу від бойових пошкоджень становили всього 3-5%. Польовий магістральний трубопровід зберігав життя людей, насамперед водіїв.
У другій половині 1984 було прийнято рішення про прокладання нового трубопроводу в одну лінію діаметром 150 мм за маршрутом Кушка — Турагунді — Шинданд (там знаходився великий військовий аеродром).
Батальйон формувався у місті Сміла на базі центру забезпечення пальним.
Свого часу до командування трубопровідного батальйону, звернулося керівництво унікального та всесвітньо відомого Національного дендрологічного парку “Софіївка”, що в Умані, з проханням надати допомогу щодо перекачування води для заповнення каскаду озер. Після отримання відповідного дозволу та узгодження необхідних умов у стислі терміни було розгорнуто дві 6-кілометрові лінії, по яких до “Софіївки” постачалася вода. Експлуатація трубопроводу тривала близько чотирьох місяців. За цей час не було зафіксовано жодних перебоїв у його експлуатації.
Згідно переліку військового майна в батальйоні знаходились:
- радіостанція Р-142Н авто — 1 шт.;
- радіостанція Р-107М — 5 шт.;
- радіостанція Р-148М — 6 шт.;
- кунг К-66 — 1 шт.
- комутатор телефонний П-193А — 2 шт.;
- комутатор телефонний П-193М — 2 шт.

## Склад
За радянських часів до батальйону входило:
- 1 трубопровідна рота
- 2 трубопровідна рота
- 3 трубопровідна рота

Чисельність роти була 40 чоловік.
Рота складалася з 3-х трубопровідних взводів.
Кожен взвод — з 2-х трубопровідних відділень.
Кожне відділення мало:
- Командира відділення — моториста,
- Старшого моториста-кулеметника,
- Моторист,
- Старшого монтажника-трубопровідника,
- Монтажника-трубопровідника-зв'язківця,
- Монтажника-трубопровідника-кухаря.

## Командування
Командири
- Жук Володимир Павлович (2007— 2013)[2]